# Ванесса Лаше
Ване́сса Джой Лаше (англ. Vanessa Joy Lachey), до шлюбу Міннілло (англ. Minnillo; нар. 9 листопада 1980 року, авіабаза Кларк, Ангелес, Філіппіни) — американська телеведуча, модель і акторка. Колишня Miss Teen USA, нью-йоркська кореспондентка Entertainment Tonight і ведуча Total Request Live на MTV.

## Біографія

### Дитячі роки
Ванесса Міннілло народилася на авіабазі Кларк на Філіппінах. Її батько, Вінс Міннілло, народжений в Клівленді, штат Огайо, був військовим льотчиком, а мати, Гелен Берсеро, уродженка міста Маніла Філіппіни. У Ванесси також є брат Вінсент старший на два роки. Через професію батька родині доводилося часто переїжджати з місця на місце. Вони жили в американських штатах Каліфорнія, Невада, Флорида, а також Німеччині та Японії. Через це Ванессі часто доводилося навчатися у різних школах. Всього вона змінила сім шкіл.
У 1986 році батьки Ванесси розлучилися. Ванесса з братом залишилися жити з матір'ю, яка незабаром одружилася, і вони переїхали жити до Туреччини. У 1990 році, після початку війни в Перській затоці, мати відправила дітей до батька в США. Вони влаштувалися в Чарльстоні, Південна Кароліна, де Ванесса закінчила школу.

### Кар'єра
З 1996 року Ванесса Міннілло почала брати участь у конкурсах краси. Вона виграла конкурс Miss South Carolina Teen USA, а через два роки, 17 серпня 1998 року, — Miss Teen USA, ставши першою переможницею від Південної Кароліни. Вона також стала володаркою титулу «Міс Конгеніальність».
Конкурси краси стали стартовим майданчиком в її подальшій кар'єрі. З 2003 по 2007 рік Міннілло була ведучою Total Request Live на MTV, а з 2005 року — кореспонденткою Entertainment Tonight. Вона також була ведучою Miss Teen USA (2004) та співведучою «Міс Всесвіт» (2007).
Після залишення MTV і Entertainment Tonight Міннілло рекламувала джинсову колекцію BONGO, знімалася для обкладинок журналів Maxim (жовтень 2005, жовтень 2006), Shape (березень 2007) та Lucky (липень 2007).
У травні 2006 року вона зайняла 15-е місце в рейтингу Hot 100 журналу Maxim.
Ванесса Міннілло знімалася в епізодичних ролях в телесеріалах that's Life, City Girls, «Зухвалі і красиві», «Ясновидець» і Maybe it's Me. У 2008 році вона зіграла роль Ешлі в комедійному серіалі «Як я зустрів вашу маму» і знялася в комедії «Нереальний блокбастер».
У 2011 році Ванесса Міннілло знялася в одній серії детективного телесеріалу «Гаваї 5.0» в ролі Сьюзан.

## Особисте життя
З 15 липня 2011 року одружена з музикантом Ніком Лаше, з яким зустрічалася 5 років до весілля. У шлюбі є троє дітей: син Кемден Джон Лаше (нар. 12.09.2012), донька Бруклін Елізабет Лаше (нар. 05.01.2015), і син Фенікс Роберт Лаше (нар. 24.12.2016).

## Фільмографія
| Рік         |   | Українська назва                                    | Оригінальна назва            | Роль                          |
| ----------- | - | --------------------------------------------------- | ---------------------------- | ----------------------------- |
| 2001        | с | Це життя                                            | That's Life                  | Чирлідер                      |
| 2001        | с | Міські хлопці                                       | City Guys                    | гаряча дівчина                |
| 2001        | с | Зухвалі і красиві                                   | The Bold and the Beautiful   | Аманда Векслер                |
| 2002        | с | Може це я                                           | Maybe It's Me                | Сексуальна студентка          |
| 2007        | ф | Фантастична Четвірка 2: Вторгнення Срібного серфера | 4: Rise of the Silver Surfer | Джулія Енджел, подруга Джонні |
| 2008        | с | Як я зустрів вашу маму                              | How I Met Your Mother        | Ешлі                          |
| 2008        | ф | Нереальний блокбастер                               | Disaster Movie               | Емі                           |
| 2009 — 2010 | с | Краса навиворіт                                     | True Beauty                  | Провідна                      |
| 2009        | с | Місце злочину: Нью-Йорк                             | CSI: NY                      | Грейс Чендлер                 |
| 2010        | с | Ясновидець                                          | Psych                        | Джина (Мері Армстронг)        |
| 2011        | с | Студія 30                                           | 30 Rock                      | Кармен Чао                    |
| 2011        | с | Гаваї 5.0                                           | Hawaii Five-0                | Сьюзан                        |
| 2015        | с | По правді кажучи                                    | Truth Be Told                | Трейсі                        |
| 2019        | с | 90210                                               | BH90210                      | Камілла                       |